# Línea 716 (Interurbanos Madrid)
La línea 716 de la red de autobuses interurbanos de Madrid une el Intercambiador de Plaza de Castilla con la urbanización Soto de Viñuelas de Tres Cantos.

## Características
Esta línea une Madrid con Tres Cantos, su zona industrial y la urbanización Soto de Viñuelas con un recorrido que dura aproximadamente 35 minutos entre cabeceras.
Hasta el 1 de noviembre de 2012 la línea realizaba un recorrido por dentro de Tres Cantos completamente distinto al actual, que compartía en gran parte con la antigua 717, entrando por la Avenida del Parque, continuando por la Avenida de Colmenar Viejo, después por la Avenida de los Artesanos (punto en el cual se separaba de la línea 717, que continuaba hasta el sector Cineastas), por la Avenida de la Industria y finalmente entrando a Soto de Viñuelas con el recorrido que tiene actualmente por la calle de Batanes (sin paradas), calle del Caballo, Alameda Baja y los paseos del Carrizal y los Andes. El recorrido actual se formó coincidiendo con la supresión de la antigua línea 717 (a día de hoy recuperada) y la reorganización de las líneas 712, 713 y los urbanos de Tres Cantos.
Hasta el 5 de marzo de 2023 algunas expediciones finalizaban su recorrido en la confluencia de la Avenida de la Industria con la Calle del Yunque, en Tres Cantos, sin llegar a la urbanización Soto de Viñuelas.
Desde el 6 de marzo de 2023, se suprimen los recorridos que finalizaban en la Avenida de la Industria y se hace que todas las expediciones de esta línea lleguen o arranquen desde la urbanización.
Algunas expediciones comienzan o terminan su recorrido en el Intercambiador de Plaza de Castilla en superficie, puesto que operan en horas en las que la parte subterránea aún no ha abierto para la circulación de autobuses por la mañana o ya ha cerrado por la noche. La última expedición nocturna de viernes y sábados laborables y vísperas de festivo prolonga su recorrido abarcando zonas de la urbanización que sólo serían accesibles con los servicios de vuelta de la línea, pero que a esas horas ya no circulan.
Es la única línea interurbana de Tres Cantos, junto con la línea 717 que no pasa por el centro de la localidad.
Al compartir la dársena 31 en el Intercambiador de Plaza de Castilla junto con la línea 717, sus horarios están coordinados para que no existan servicios de ambas líneas que salgan a la vez.
Siguiendo la numeración de líneas del CRTM, las líneas que circulan por el corredor 7 son aquellas que dan servicio a los municipios situados en torno a la M-607 y comienzan con un 7. Aquellas numeradas dentro de la decena 710 corresponden a aquellas que circulan por Tres Cantos.
La línea no mantiene los mismos horarios todo el año, desde el 1 al 31 de agosto se reducen el número de expediciones los días laborables entre semana (sábados laborables, domingos y festivos tienen los mismos horarios todo el año), además de los días excepcionales vísperas de festivo y festivos de Navidad en los que los horarios también cambian y se reducen.
Está operada por la empresa ALSA mediante la concesión administrativa VCM-701 - Madrid - Tres Cantos (Viajeros Comunidad de Madrid) del Consorcio Regional de Transportes de Madrid.
1. ↑  360y5.es. «Los autobuses de la línea 716 modifican sus horarios y amplían el número de expediciones a partir del lunes 6 de marzo». Consultado el 8 de agosto de 2023.

### Sublíneas
Aquí se recogen todas las distintas sublíneas que ha tenido la línea 716, incluyendo aquellas dadas de baja. La denominación de sublíneas que utiliza el CRTM es la siguiente:
- Número de línea (716)
- Sentido de circulación (1 ida, 2 vuelta)
- Número de sublínea

Por ejemplo, la sublínea 716103 corresponde a la línea 716, sentido 1 (ida) y el número 03 de numeración de sublíneas creadas hasta la fecha.
Las sublíneas marcadas en negrita corresponden a sublíneas que actualmente se encuentran dadas de baja.
| Ida    | Ruta                               | Itinerario                                               | Vuelta | Ruta                              | Itinerario                           |
| 716101 | -                                  | Madrid - Soto de Viñuelas                                | 716201 | -                                 | Soto de Viñuelas - Madrid            |
| 716102 | s                                  | Madrid superficie - Soto de Viñuelas                     | 716202 | s                                 | Soto de Viñuelas - Madrid superficie |
| 716103 | src                                | Madrid superficie - Soto de Viñuelas, recorrido completo | 716203 | No existe la ruta "src" de vuelta | No existe la ruta "src" de vuelta    |
| 716104 | ai                                 | Madrid - Av. Industria                                   | 716204 | ai                                | Av. Industria - Madrid               |
| 716105 | Nunca existió la ruta "ais" de ida | Nunca existió la ruta "ais" de ida                       | 716205 | ais                               | Av. Industria - Madrid superficie    |

## Horarios

### 1 septiembre - 31 julio
| Lunes a viernes laborables              | Lunes a viernes laborables | Sábados laborables        | Sábados laborables        | Domingos y festivos       | Domingos y festivos       |
| Madrid > Soto de Viñuelas               | Soto de Viñuelas > Madrid  | Madrid > Soto de Viñuelas | Soto de Viñuelas > Madrid | Madrid > Soto de Viñuelas | Soto de Viñuelas > Madrid |
| 06:05                                   | 05:40                      | 06:30                     | 06:40                     | 07:15                     | 07:15                     |
| 06:40                                   | 06:00                      | 07:15                     | 07:15                     | 08:00                     | 08:00                     |
| 07:00                                   | 06:20                      | 08:00                     | 08:00                     | 08:45                     | 08:45                     |
| 07:20                                   | 06:40                      | 08:45                     | 08:45                     | 09:30                     | 09:30                     |
| 07:40                                   | 07:00                      | 09:30                     | 09:30                     | 10:15                     | 10:15                     |
| 08:00                                   | 07:20                      | 10:15                     | 10:15                     | 11:00                     | 11:00                     |
| 08:20                                   | 07:40                      | 11:00                     | 11:00                     | 11:45                     | 11:45                     |
| 08:40                                   | 08:00                      | 11:45                     | 11:45                     | 12:30                     | 12:30                     |
| 09:00                                   | 08:20                      | 12:30                     | 12:30                     | 13:15                     | 13:15                     |
| 09:20                                   | 08:40                      | 13:15                     | 13:15                     | 14:00                     | 14:00                     |
| 09:40                                   | 09:00                      | 14:00                     | 14:00                     | 14:45                     | 14:45                     |
| 10:00                                   | 09:20                      | 14:45                     | 14:45                     | 15:30                     | 15:30                     |
| 10:20                                   | 09:40                      | 15:30                     | 15:30                     | 16:15                     | 16:15                     |
| 10:40                                   | 10:00                      | 16:15                     | 16:15                     | 17:00                     | 17:00                     |
| 11:00                                   | 10:20                      | 17:00                     | 17:00                     | 17:45                     | 17:45                     |
| 11:20                                   | 10:40                      | 17:45                     | 17:45                     | 18:30                     | 18:30                     |
| 11:40                                   | 11:00                      | 18:30                     | 18:30                     | 19:15                     | 19:15                     |
| 12:00                                   | 11:30                      | 19:15                     | 19:15                     | 20:00                     | 20:00                     |
| 12:20                                   | 11:50                      | 20:00                     | 20:00                     | 20:45                     | 20:45                     |
| 12:40                                   | 12:10                      | 20:45                     | 20:45                     | 21:30                     | 21:30                     |
| 13:00                                   | 12:30                      | 21:30                     | 21:30                     | 22:15                     | 22:15                     |
| 13:20                                   | 12:50                      | 22:15                     | 22:15                     | 23:00                     | 23:00                     |
| 13:40                                   | 13:10                      | 23:00                     | 23:00                     | 23:45                     | 23:45                     |
| 14:00                                   | 13:30                      | 23:45                     | 23:45                     |                           |                           |
| 14:20                                   | 13:50                      | 00:30                     | 00:30                     |                           |                           |
| 14:40                                   | 14:10                      |                           |                           |                           |                           |
| 15:00                                   | 14:30                      |                           |                           |                           |                           |
| 15:20                                   | 14:50                      |                           |                           |                           |                           |
| 15:40                                   | 15:10                      |                           |                           |                           |                           |
| 16:00                                   | 15:30                      |                           |                           |                           |                           |
| 16:20                                   | 15:50                      |                           |                           |                           |                           |
| 16:40                                   | 16:10                      |                           |                           |                           |                           |
| 17:00                                   | 16:30                      |                           |                           |                           |                           |
| 17:20                                   | 16:50                      |                           |                           |                           |                           |
| 17:40                                   | 17:10                      |                           |                           |                           |                           |
| 18:00                                   | 17:30                      |                           |                           |                           |                           |
| 18:20                                   | 17:50                      |                           |                           |                           |                           |
| 18:40                                   | 18:20                      |                           |                           |                           |                           |
| 19:00                                   | 18:40                      |                           |                           |                           |                           |
| 19:20                                   | 19:00                      |                           |                           |                           |                           |
| 19:40                                   | 19:20                      |                           |                           |                           |                           |
| 20:00                                   | 19:40                      |                           |                           |                           |                           |
| 20:20                                   | 20:00                      |                           |                           |                           |                           |
| 20:40                                   | 20:20                      |                           |                           |                           |                           |
| 21:00                                   | 20:40                      |                           |                           |                           |                           |
| 21:20                                   | 21:00                      |                           |                           |                           |                           |
| 21:40                                   | 21:20                      |                           |                           |                           |                           |
| 22:00                                   | 21:40                      |                           |                           |                           |                           |
| 22:20                                   | 22:00                      |                           |                           |                           |                           |
| 22:40                                   | 22:40                      |                           |                           |                           |                           |
| 23:00                                   | 23:00                      |                           |                           |                           |                           |
| 23:40                                   | 23:50                      |                           |                           |                           |                           |
| Noches de viernes y vísperas de festivo |                            |                           |                           |                           |                           |
| 00:05                                   | 00:20                      |                           |                           |                           |                           |
| 00:40                                   | 00:45                      |                           |                           |                           |                           |

### 1 - 31 agosto
| Lunes a viernes laborables | Lunes a viernes laborables | Sábados laborables        | Sábados laborables        | Domingos y festivos       | Domingos y festivos       |
| Madrid > Soto de Viñuelas  | Soto de Viñuelas > Madrid  | Madrid > Soto de Viñuelas | Soto de Viñuelas > Madrid | Madrid > Soto de Viñuelas | Soto de Viñuelas > Madrid |
| 06:05                      | 06:15                      | 06:30                     | 06:40                     | 07:15                     | 07:15                     |
| 06:30                      | 06:45                      | 07:15                     | 07:15                     | 08:00                     | 08:00                     |
| 07:00                      | 07:15                      | 08:00                     | 08:00                     | 08:45                     | 08:45                     |
| 07:30                      | 07:45                      | 08:45                     | 08:45                     | 09:30                     | 09:30                     |
| 08:00                      | 08:15                      | 09:30                     | 09:30                     | 10:15                     | 10:15                     |
| 08:30                      | 08:45                      | 10:15                     | 10:15                     | 11:00                     | 11:00                     |
| 09:00                      | 09:15                      | 11:00                     | 11:00                     | 11:45                     | 11:45                     |
| 09:30                      | 09:45                      | 11:45                     | 11:45                     | 12:30                     | 12:30                     |
| 10:00                      | 10:15                      | 12:30                     | 12:30                     | 13:15                     | 13:15                     |
| 10:30                      | 10:45                      | 13:15                     | 13:15                     | 14:00                     | 14:00                     |
| 11:00                      | 11:15                      | 14:00                     | 14:00                     | 14:45                     | 14:45                     |
| 11:30                      | 11:45                      | 14:45                     | 14:45                     | 15:30                     | 15:30                     |
| 12:00                      | 12:15                      | 15:30                     | 15:30                     | 16:15                     | 16:15                     |
| 12:30                      | 12:45                      | 16:15                     | 16:15                     | 17:00                     | 17:00                     |
| 13:00                      | 13:15                      | 17:00                     | 17:00                     | 17:45                     | 17:45                     |
| 13:30                      | 13:45                      | 17:45                     | 17:45                     | 18:30                     | 18:30                     |
| 14:00                      | 14:15                      | 18:30                     | 18:30                     | 19:15                     | 19:15                     |
| 14:30                      | 14:45                      | 19:15                     | 19:15                     | 20:00                     | 20:00                     |
| 15:00                      | 15:15                      | 20:00                     | 20:00                     | 20:45                     | 20:45                     |
| 15:30                      | 15:45                      | 20:45                     | 20:45                     | 21:30                     | 21:30                     |
| 16:00                      | 16:15                      | 21:30                     | 21:30                     | 22:15                     | 22:15                     |
| 16:30                      | 16:45                      | 22:15                     | 22:15                     | 23:00                     | 23:00                     |
| 17:00                      | 17:15                      | 23:00                     | 23:00                     | 23:45                     | 23:45                     |
| 17:30                      | 17:45                      | 23:45                     | 23:45                     |                           |                           |
| 18:00                      | 18:15                      | 00:30                     | 00:30                     |                           |                           |
| 18:30                      | 18:45                      |                           |                           |                           |                           |
| 19:00                      | 19:15                      |                           |                           |                           |                           |
| 19:30                      | 19:45                      |                           |                           |                           |                           |
| 20:00                      | 20:15                      |                           |                           |                           |                           |
| 20:30                      | 20:45                      |                           |                           |                           |                           |
| 21:00                      | 21:15                      |                           |                           |                           |                           |
| 21:30                      | 21:45                      |                           |                           |                           |                           |
| 22:00                      | 22:15                      |                           |                           |                           |                           |
| 22:30                      | 22:45                      |                           |                           |                           |                           |
| 23:00                      | 23:15                      |                           |                           |                           |                           |
| 23:30                      | 23:45                      |                           |                           |                           |                           |

1. 1 2 3 4 5 6 7 8 9 10 11 12 13 14  Hasta/desde superficie
2. 1 2 3  Desde superficie, recorrido completo en Soto de Viñuelas
3. 1 2 3 4 5  Sólo noches de viernes y vísperas de festivo

## Recorrido y paradas

### Sentido Soto de Viñuelas

Esquema de dársenas del intercambiador subterráneo de Plaza de Castilla

La línea inicia su recorrido en el intercambiador subterráneo de Plaza de Castilla, en la dársena 31 (los servicios que parten desde la superficie del intercambiador de Plaza de Castilla lo hacen desde la dársena 52), en este punto se establece correspondencia con todas las líneas de los corredores 1 y 7 con cabecera en el intercambiador de Plaza de Castilla. En la superficie efectúan parada varias líneas urbanas con las que tiene correspondencia, y a través de pasillos subterráneos enlaza con las líneas 1, 9 y 10 del Metro de Madrid.
Tras abandonar los túneles del intercambiador subterráneo, la línea sale al Paseo de la Castellana, donde tiene una primera parada frente al Hospital La Paz (subida de viajeros). A partir de aquí sale por la M-30 hasta el nudo de Manoteras y toma la M-607.
La línea circula por la M-607 realizando diversas paradas en la vía de servicio, notablemente en la zona de Cantoblanco, la Universidad Autónoma de Madrid y la base militar de El Goloso. Toma la salida 21 hacia Tres Cantos y realiza 1 parada en la Avenida del Parque y 2 paradas en la Calle del Tagarral antes de continuar hacia la Calle del Vado (2 paradas), después la Calle de la Majada (1 parada) y luego la Avenida de la Industria (4 paradas).
Al final de dicha avenida, toma la calle del Yunque para acto seguido incorporarse a la Ronda de Valdecarrizo (2 paradas), entrando en la urbanización Soto de Viñuelas por la Calle de Batanes (sin paradas) y la Calle del Caballo (1 parada). Por último, toma la Calle de la Alameda Baja (2 paradas) antes de finalizar recorrido en el Paseo de los Andes. La última expedición del día tiene, además de la cabecera, otras dos paradas más en el Paseo de los Andes, una más en el Paseo del Carrizal y finaliza su recorrido en la parada 11116 de la Calle de la Alameda Baja, que de normal corresponde a los servicios que van de vuelta a Madrid. 
| Código                                                                                             | Zona | Localidad   | Denominación                                         | Ubicación                    | Líneas de la parada                                                   | Metro / Cercanías |
| -------------------------------------------------------------------------------------------------- | ---- | ----------- | ---------------------------------------------------- | ---------------------------- | --------------------------------------------------------------------- | ----------------- |
| 17470B                                                                                             |      | Madrid      | Intercambiador de Plaza de Castilla - Dársena 31     | Avenida de Asturias Nº2      | 716 717                                                               | Plaza de Castilla |
| Cabecera de las expediciones que salen desde la superficie del Intercambiador de Plaza de Castilla |      |             |                                                      |                              |                                                                       |                   |
| 18074K                                                                                             |      | Madrid      | Intercambiador de Plaza de Castilla - Dársena 52     | Paseo de la Castellana Nº195 | 135 716 N701                                                          | Plaza de Castilla |
| Paradas del itinerario normal                                                                      |      |             |                                                      |                              |                                                                       |                   |
| 3252                                                                                               |      | Madrid      | Paseo de la Castellana Nº292 - Hospital La Paz       | Paseo de la Castellana Nº292 | 173 174 175 176 178 712 713 716 717 721 722 724 725 726 876 N701 N702 | Begoña            |
| 3670                                                                                               |      | Madrid      | Carretera de Colmenar - Hospital Ramón y Cajal       | M-607 km. 8,4                | 175 178 712 713 714 716 717 721 722 724 725 726 876 N701 N702         | Ramón y Cajal     |
| 3918                                                                                               |      | Madrid      | Carretera de Colmenar - Colegio                      | M-607 km. 8,9                | 175 178 712 713 716 717 N701                                          |                   |
| 06563                                                                                              |      | Madrid      | Carretera de Colmenar Viejo - Academia de Artillería | M-607 km. 11,7               | 712 713 716 717 721 722 724 725 726 N701 N702                         |                   |
| 06565                                                                                              |      | Madrid      | Carretera M-607 - Residencia de Ancianos             | M-607 km. 13                 | 712 713 714 716 717 721 722 724 725 726 N701 N702                     |                   |
| 06566                                                                                              |      | Madrid      | Carretera M-607 - Ciudad Escolar                     | M-607 km. 13,4               | 712 713 716 717 721 722 724 725 726 N701 N702                         |                   |
| 06567                                                                                              |      | Madrid      | Carretera M-607 - Hospital Psiquiátrico              | M-607 km. 13,8               | 712 713 716 717 721 722 724 725 726 N701 N702                         |                   |
| 06568                                                                                              |      | Madrid      | Carretera M-607 - Hospital Cantoblanco               | M-607 km. 14,5               | 712 713 716 717 721 722 724 725 726 N701 N702                         |                   |
| 06569                                                                                              |      | Madrid      | Carretera M-607 - Universidad Autónoma               | M-607 km. 14,9               | 712 713 716 717 721 722 724 725 726 876 N701 N702                     | Cantoblanco       |
| 06570                                                                                              |      | Madrid      | Carretera M-607 - Cruce Carretera de Alcobendas      | M-607 km. 16                 | 712 713 716 717 721 722 724 725 726 N701 N702                         |                   |
| 06571                                                                                              |      | Madrid      | Carretera M-607 - El Goloso                          | M-607 km. 16,8               | 712 713 716 717 721 722 724 725 726 827 N701 N702                     | El Goloso         |
| 06572                                                                                              |      | Madrid      | Carretera M-607 - Las Jarrillas                      | M-607 km. 18,7               | 712 713 716 717 721 722 724 725 726 827 N701 N702                     |                   |
| 06573                                                                                              |      | Madrid      | Carretera M-607 - Cementerio La Paz                  | M-607 km. 19,4               | 712 713 716 717 721 722 724 725 726 827 N701 N702                     |                   |
| 09097                                                                                              |      | Tres Cantos | Avenida del Parque - Plaza Puerta de Madrid          | Avenida del Parque Nº2       | 712 713 716 827 N701                                                  |                   |
| 11538                                                                                              |      | Tres Cantos | Calle del Tarragal - Escuela Infantil                | Calle del Tarragal Nº4       | 716 N701                                                              |                   |
| 11536                                                                                              |      | Tres Cantos | Calle del Tarragal - Calle del Océano Adriático      | Calle del Tarragal Nº48      | 716 N701                                                              |                   |
| 06648                                                                                              |      | Tres Cantos | Calle del Vado - Calle de Marte                      | Calle del Vado Nº44          | 716 723 827                                                           |                   |
| 06650                                                                                              |      | Tres Cantos | Calle del Vado - Colegio                             | Calle del Vado Nº66          | 716 723 827                                                           |                   |
| 06652                                                                                              |      | Tres Cantos | Calle de la Majada - Avenida de la Industria         | Calle de la Majada Nº4       | 716 723 827 1 3                                                       |                   |
| 06654                                                                                              |      | Tres Cantos | Avenida de la Industria - Calle de la Imprenta       | Avenida de la Industria Nº25 | 716 723 827 1 3                                                       |                   |
| 06656                                                                                              |      | Tres Cantos | Avenida de la Industria - Calle de Batanes           | Avenida de la Industria Nº26 | 716 723 827 1 3                                                       |                   |
| 06658                                                                                              |      | Tres Cantos | Avenida de la Industria - Plaza de la Escuadra       | Avenida de la Industria Nº34 | 716 723 827 1 3                                                       |                   |
| 06636                                                                                              |      | Tres Cantos | Avenida de la Industria - Calle del Yunque           | Avenida de la Industria Nº52 | 716 723 827 1 3                                                       |                   |
| 19002                                                                                              |      | Tres Cantos | Ronda de Valdecarrizo - Calle de las Herrerías       | Ronda de Valdecarrizo Nº31   | 716                                                                   |                   |
| 11115                                                                                              |      | Tres Cantos | Ronda de Valdecarrizo - Calle de Batanes             | Ronda de Valdecarrizo Nº21   | 716 N701                                                              |                   |
| 06575                                                                                              |      | Tres Cantos | Calle del Caballo - Calle de la Alameda Baja         | Calle de la Alameda Baja Nº2 | 716 N701 3                                                            |                   |
| 12857                                                                                              |      | Tres Cantos | Calle de la Alameda Baja - Paseo del Carrizal        | Calle de la Alameda Baja Nº2 | 716 3                                                                 |                   |
| 12858                                                                                              |      | Tres Cantos | Calle de la Alameda Baja - Calle Navacerrada         | Calle de la Alameda Baja Nº2 | 716 3                                                                 |                   |
| 12859                                                                                              |      | Tres Cantos | Paseo de los Andes - Calle de la Alameda Baja        | Paseo de los Andes Nº33      | 716 3                                                                 |                   |
| Los servicios que hacen el recorrido completo por la urbanización realizan las siguientes paradas  |      |             |                                                      |                              |                                                                       |                   |
| 12860                                                                                              |      | Tres Cantos | Paseo de los Andes - Calle de las Cañadas            | Paseo de los Andes Nº27      | 716 3                                                                 |                   |
| 12861                                                                                              |      | Tres Cantos | Paseo de los Andes - Paseo del Carrizal              | Paseo de los Andes Nº1       | 716 3                                                                 |                   |
| 11118                                                                                              |      | Tres Cantos | Paseo del Carrizal - Calle Orduña                    | Paseo del Carrizal Nº1       | 716 3                                                                 |                   |
| 11116                                                                                              |      | Tres Cantos | Calle de la Alameda Baja - Calle Despeñaperros       | Calle de la Alameda Baja Nº2 | 716 3                                                                 |                   |

1. ↑  A efectos de nomenclatura, para las líneas de la EMT esta parada se llama Hospital Ramón y Cajal
2. ↑  A efectos de nomenclatura, para las líneas de la EMT esta parada se llama Carretera de Colmenar - Calle de Badalona

### Sentido Madrid (Plaza de Castilla)
El recorrido en sentido Madrid es igual al de ida pero en sentido contrario.
| Código                                                                                             | Zona | Localidad   | Denominación                                    | Ubicación                    | Líneas de la parada                                     | Metro / Cercanías |
| -------------------------------------------------------------------------------------------------- | ---- | ----------- | ----------------------------------------------- | ---------------------------- | ------------------------------------------------------- | ----------------- |
| 12859                                                                                              |      | Tres Cantos | Paseo de los Andes - Calle de la Alameda Baja   | Paseo de los Andes Nº33      | 716 3                                                   |                   |
| 12860                                                                                              |      | Tres Cantos | Paseo de los Andes - Calle de las Cañadas       | Paseo de los Andes Nº27      | 716 3                                                   |                   |
| 12861                                                                                              |      | Tres Cantos | Paseo de los Andes - Paseo del Carrizal         | Paseo de los Andes Nº1       | 716 3                                                   |                   |
| 11118                                                                                              |      | Tres Cantos | Paseo del Carrizal - Calle Orduña               | Paseo del Carrizal Nº1       | 716 3                                                   |                   |
| 11116                                                                                              |      | Tres Cantos | Calle de la Alameda Baja - Calle Despeñaperros  | Calle de la Alameda Baja Nº2 | 716 3                                                   |                   |
| 19003                                                                                              |      | Tres Cantos | Ronda de Valdecarrizo - Calle de Batanes        | Ronda de Valdecarrizo Nº21   | 716                                                     |                   |
| 19001                                                                                              |      | Tres Cantos | Ronda de Valdecarrizo - Calle de las Herrerías  | Ronda de Valdecarrizo Nº31   | 716                                                     |                   |
| 06637                                                                                              |      | Tres Cantos | Avenida de la Industria - Calle del Yunque      | Avenida de la Industria Nº37 | 716 723 N701 2                                          |                   |
| 08394                                                                                              |      | Tres Cantos | Avenida de la Industria - Plaza de la Escuadra  | Avenida de la Industria Nº34 | 716 723 N701 2                                          |                   |
| 06657                                                                                              |      | Tres Cantos | Avenida de la Industria - Calle de Batanes      | Avenida de la Industria Nº24 | 716 723 N701 2                                          |                   |
| 06655                                                                                              |      | Tres Cantos | Avenida de la Industria - Calle de la Imprenta  | Avenida de la Industria Nº25 | 716 723 N701 2                                          |                   |
| 06653                                                                                              |      | Tres Cantos | Calle de la Majada - Avenida de la Industria    | Calle de la Majada Nº3       | 716 723 N701 2                                          |                   |
| 06651                                                                                              |      | Tres Cantos | Calle del Vado - Colegio                        | Calle del Vado Nº66          | 716 723 N701                                            |                   |
| 06649                                                                                              |      | Tres Cantos | Calle del Vado - Calle de Marte                 | Calle del Vado Nº40          | 716 N701                                                |                   |
| 11537                                                                                              |      | Tres Cantos | Calle del Tarragal - Calle del Océano Atlántico | Calle del Tarragal Nº48      | 716 N701                                                |                   |
| 11539                                                                                              |      | Tres Cantos | Calle del Tarragal - Escuela Infantil           | Calle del Tarragal Nº4       | 716 N701                                                |                   |
| 09096                                                                                              |      | Tres Cantos | Plaza Puerta de Madrid - Residencial Aislada    | Avenida del Parque Nº2       | 712 713 716 827 N701                                    |                   |
| 12875                                                                                              |      | Madrid      | Carretera M-607 - Cementerio La Paz             | M-607 km. 19,3               | 712 713 716 717 721 722 724 725 726 827 876N701 N702    |                   |
| 09679                                                                                              |      | Madrid      | Carretera M-607 - Estación de El Goloso         | M-607 km. 17,2               | 712 713 716 717 721 722 724 725 726 827 N701 N702       | El Goloso         |
| 06664                                                                                              |      | Madrid      | Carretera M-607 - El Goloso                     | M-607 km. 16,9               | 712 713 716 717 721 722 724 725 726 827 N701 N702       | El Goloso         |
| 06665                                                                                              |      | Madrid      | Carretera M-607 - Cruce Carretera de Alcobendas | M-607 km. 16                 | 712 713 716 717 721 722 724 725 726 N701 N702           |                   |
| 06666                                                                                              |      | Madrid      | Carretera M-607 - Universidad Autónoma          | M-607 km. 14,9               | 712 713 716 717 721 722 724 725 726 876N701 N702        | Cantoblanco       |
| 06667                                                                                              |      | Madrid      | Carretera M-607 - Valdelatas                    | M-607 km. 14,3               | 712 713 716 717 N701                                    |                   |
| 06669                                                                                              |      | Madrid      | Carretera M-607 - Ciudad Escolar                | M-607 km. 13,4               | 712 713 714 716 717 721722 724 725 726 N701 N702        |                   |
| 06672                                                                                              |      | Madrid      | Carretera de Colmenar - Academia de Artillería  | M-607 km. 11,7               | 712 713 716 717 721722724725726N701 N702                |                   |
| 06673                                                                                              |      | Madrid      | Carretera de Colmenar - Gasolinera Santa Ana    | M-607 km. 9,7                | 712 713 714 716 717 721722724725726876N701 N702         |                   |
| 955                                                                                                |      | Madrid      | Carretera de Colmenar - Hospital Ramón y Cajal  | M-607 km. 8,3                | 175 178 712 713 714 716 717 721722724725726876N701 N702 | Ramón y Cajal     |
| 10548                                                                                              |      | Madrid      | Paseo de la Castellana - Hospital La Paz        | Paseo de la Castellana Nº300 | 712 713 714 716 717 721722724725726815 876N701 N702     | Begoña            |
| Terminal de las expediciones que terminan en la superficie del Intercambiador de Plaza de Castilla |      |             |                                                 |                              |                                                         |                   |
| 18074                                                                                              |      | Madrid      | Intercambiador de Plaza de Castilla             | Paseo de la Castellana Nº195 | Descenso antes de la dársena 42                         | Plaza de Castilla |
| Terminal del itinerario normal                                                                     |      |             |                                                 |                              |                                                         |                   |
| 17470                                                                                              |      | Madrid      | Intercambiador de Plaza de Castilla             | Avenida de Asturias Nº2      | Descenso en las dársenas 38 y 39.                       | Plaza de Castilla |

1. 1 2 3 4 5 6 7 8 9 10 11 12 13 14 15 16 17 18 19 20 21 22 23 24 25 26  Sólo permite el descenso de viajeros
2. ↑  A efectos de nomenclatura, para las líneas de la EMT esta parada se llama Hospital Ramón y Cajal